# Kōji Hachisuka
Kōji Hachisuka (jap. 蜂須賀 孝治 Hachisuka Kōji; ur. 20 lipca 1990) – japoński piłkarz występujący na pozycji obrońcy. Obecnie występuje w Vegalta Sendai.

## Kariera klubowa
Od 2012 roku występował w klubie Vegalta Sendai.